# آبشار ابور
آبشار ابور (به انگلیسی: Ebor Falls) آبشاری است که در استرالیا واقع شده و ارتفاع کلی ریزشگاه آن ۱۱۵ متر است.